# Hogna gabonensis
Hogna gabonensis Roewer, 1959 è un ragno appartenente alla famiglia Lycosidae.

## Caratteristiche
I cheliceri sono di colore rossastro; nella parte frontale i peli sono bianco-grigiastri.
L'olotipo femminile rinvenuto ha lunghezza totale è di 9 mm; la lunghezza del cefalotorace è di 4,0 mm e quella dell'opistosoma è di 5,0 mm.

## Distribuzione
La specie è stata reperita in una località imprecisata del Gabon.

## Tassonomia
Al 2017 non sono note sottospecie e dal 1959 non sono stati esaminati nuovi esemplari.